# Odyssea (album)
Odyssea je třetí a poslední vydané studiové album brněnské skupiny Atlantis z roku 1990.

## Popis
Toto monotematické album a autorské dílo Petra Ulrycha, inspirované stejnojmenným eposem, bylo v aranžmá Jaromíra Hniličky a ve spolupráci Atlantisu (jako první dlouhohrající deska této skupiny) a Orchestru Gustava Broma nahráno v červnu 1969. Kvůli nastupující normalizaci však kulturním cenzorům vadily Ulrychovy básnické texty, související s tématy svobody či duchovním přemítáním o lidském životě, takže album nemohlo být vydáno (v Supraphonu mělo mít katalogové číslo 113 0687). Skladby z projektu Odyssea však Atlantis hrál běžně na svých koncertech. Oficiálně v té době vyšly pouze písně „Ticho“ (na sampleru z roku 1970 Zlatý slavík 1969) a „On na mne zapomíná“. Ta byla vydána roku 1972 v odlišné verzi a pod názvem „Zpívám a hlavu si lámu“ jako singl Hany Ulrychové a Tanečního orchestru Československého rozhlasu. Většina pásků s nahrávkami Odyssei byla zničena, jedinou zachovanou kopii celého alba uchoval producent Michael Prostějovský, který ji před svou emigrací v roce 1983 tajně předal Petru Ulrychovi. Album poprvé vyšlo až v roce 1990 (Supraphon 10 0687-1311).

## Seznam skladeb
Všechny skladby napsal(i) Petr Ulrych. 
| Strana 1 | Strana 1                                            | Strana 1 |
| Pořadí   | Název                                               | Délka    |
| -------- | --------------------------------------------------- | -------- |
| 1.       | Odysseovo ztroskotání                               | 10:14    |
| 2.       | Píseň stébel trav na malém hřbitůvku v městečku „K“ | 5:07     |
| 3.       | Leží nade mnou kámen                                | 2:54     |
| 4.       | Ticho                                               | 4:29     |

| Strana 2       | Strana 2            | Strana 2 |
| Pořadí         | Název               | Délka    |
| -------------- | ------------------- | -------- |
| 1.             | Píseň poutníka      | 4:23     |
| 2.             | On na mne zapomíná  | 3:12     |
| 3.             | Láska               | 4:54     |
| 4.             | Žalm                | 6:16     |
| 5.             | Za vodou, za horou… | 4:11     |
| Celková délka: | Celková délka:      | 46:04    |

## Obsazení
- Atlantis
  - Hana Ulrychová – zpěv
  - Petr Ulrych – zpěv, kytara, harmonika
  - Vladimír Grunt – bicí
  - Jaroslav Vraštil – klávesy
  - Ivo Křižan – baskytara, kytara
  - Stanislav Regal – kytara
- Orchestr Gustava Broma